# Авдєєнко Богдан Сергійович
Богда́н Сергі́йович Авдє́єнко — український військовослужбовець, підполковник[джерело?] Збройних сил України, учасник російсько-української війни.

## Нагороди
- 29 вересня 2014 року — за особисту мужність і героїзм, виявлені у захисті державного суверенітету та територіальної цілісності України, вірність військовій присязі під час російсько-української війни, відзначений — нагороджений орденом Богдана Хмельницького III ступеня.
- 26 березня 2022 року за особисту мужність і самовіддані дії, виявлені у захисті державного суверенітету та територіальної цілісності України, вірність військовій присязі нагороджений орденом Богдана Хмельницького II ступеня[1].